# Joey Shaw
Joe Dean „Joey“ Shaw II (* 11. Juni 1987 in Maricopa) ist ein US-amerikanisch-österreichischer Basketballspieler. Der 1,99 Meter große Flügelspieler stand zuletzt beim französischen Zweitligaverein Hermine Nantes Atlantique unter Vertrag.

## Laufbahn
Shaw stammt gebürtig aus Maricopa im US-Bundesstaat Arizona. Er spielte Basketball an der Deer Valley High School sowie zwischen 2005 und 2007 an der Indiana University, wobei er in der Saison 2005/06 nicht zum Einsatz kam. In der Saison 2007/08 spielte er am College of Southern Idaho und zwischen 2008 und 2010 an der University of Nevada, Reno.
Seinen ersten Vertrag als Berufsbasketballspieler unterzeichnete Shaw 2010 beim österreichischen Bundesligisten Oberwart Gunners und wurde 2010/11 in der Liga als „Neuprofi des Jahres“ ausgezeichnet (benannt von eurobasket.com), nachdem er mit den Burgenländern auf Anhieb österreichischer Meister geworden war.
2012 wechselte Shaw innerhalb der Bundesliga zu den Kapfenberg Bulls. Dort überzeugte er wie zuvor auch in Oberwart als offensivstarker Akteur und war stets unter den besten zehn Punkteschützen der Liga zu finden. 2014 gewann er mit Kapfenberg den Pokalwettbewerb.
Zur Saison 2016/17 verließ er Österreich und wechselte zum französischen Zweitligaverein Hermine Nantes Atlantique. Ende Dezember 2016 wurde Shaw aus Nantes’ Kader gestrichen. In zwölf Ligaspielen erzielte er im Schnitt 3,6 Punkte und 1,9 Rebounds, im Wettbewerb „Leaders Cup ProB“ verbuchte Shaw in sechs Einsätzen Mittelwerte von 11,7 Punkten sowie 3,3 Rebounds.

### Nationalmannschaft
Im Juni 2014 wurde Shaw österreichischer Staatsbürger und später in die Nationalmannschaft berufen.